# Hayden Christensen
Hayden Christensen (sinh ngày 19 tháng 4 năm 1981) là một diễn viên và nhà sản xuất người Canada. Anh bắt đầu sự nghiệp của mình trên truyền hình Canada năm 13 tuổi, sau đó chuyển sang lĩnh vực truyền hình Mỹ vào cuối những năm 1990. Anh được ca ngợi với vai diễn Sam trong Life as a House (2001), giành được giải Quả cầu vàng và đề cử Giải thưởng của Hiệp hội Diễn viên Màn ảnh.
Christensen nổi tiếng quốc tế nhờ vai diễn Anakin Skywalker / Darth Vader trong bộ ba phim tiền truyện Star Wars, Star Wars: Episode II - Attack of the Clones (2002) và Star Wars: Episode III - Revenge of the Sith (2005), vai diễn mà anh ấy sẽ trở lại cho loạt phim Disney+ Obi-Wan Kenobi và Ahsoka đã được công bố . Các danh hiệu của anh cho những bộ phim này bao gồm đề cử cho Giải Saturn cho Nam diễn viên chính xuất sắc nhất và Giải Khải huyền của Liên hoan phim Cannes. Anh cũng được giới phê bình đánh giá cao nhờ vai diễn Stephen Glass trong bộ phim Shattered Glass năm 2003.

## Danh sách phim

### Điện ảnh
| Năm  | Phim                                         | Vai diễn                       | Ghi chú                                                                             |
| ---- | -------------------------------------------- | ------------------------------ | ----------------------------------------------------------------------------------- |
| 1995 | In the Mouth of Madness                      | Paper boy                      |                                                                                     |
| 1995 | No Greater Love                              | Teddy Winfield                 |                                                                                     |
| 1995 | Street Law                                   | Young John Ryan                |                                                                                     |
| 1998 | The Hairy Bird                               | Tinka's date                   |                                                                                     |
| 1999 | The Virgin Suicides                          | Jake Hill Conley               |                                                                                     |
| 1999 | Free Fall                                    | Patrick Brennan                |                                                                                     |
| 2001 | Life as a House                              | Sam Monroe                     |                                                                                     |
| 2002 | Star Wars: Episode II – Attack of the Clones | Anakin Skywalker               |                                                                                     |
| 2003 | Shattered Glass                              | Stephen Glass                  |                                                                                     |
| 2004 | Star Wars: Episode VI – Return of the Jedi   | Anakin Skywalker               | Tái phát hành dưới dạng DVD                                                         |
| 2005 | Star Wars: Episode III – Revenge of the Sith | Anakin Skywalker / Darth Vader | Giọng nói của Darth Vader mang mặt nạ và bộ đồ đầy đủ cung cấp bởi James Earl Jones |
| 2006 | Factory Girl                                 | Billy Quinn                    |                                                                                     |
| 2007 | Awake                                        | Clayton "Clay" Beresford, Jr.  |                                                                                     |
| 2007 | Virgin Territory                             | Lorenzo de Lamberti            |                                                                                     |
| 2008 | Jumper                                       | David Rice                     |                                                                                     |
| 2009 | New York, I Love You                         | Ben                            | Segment: "Jiang Wen"                                                                |
| 2010 | Takers                                       | AJ                             |                                                                                     |
| 2010 | Vanishing on 7th Street                      | Luke Ryder                     |                                                                                     |
| 2010 | Quantum Quest: A Cassini Space Odyssey       | Jammer (voice)                 |                                                                                     |
| 2014 | Outcast                                      | Jacob                          |                                                                                     |
| 2014 | American Heist                               | James Kelly                    |                                                                                     |
| 2015 | 90 Minutes in Heaven                         | Don Piper                      |                                                                                     |
| 2017 | First Kill                                   | William "Will' Beeman          | Direct-to-video                                                                     |
| 2018 | Little Italy                                 | Leo Campo                      |                                                                                     |
| 2019 | The Last Man                                 | Kurt                           |                                                                                     |
| 2019 | Star Wars: The Rise of Skywalker             | Anakin Skywalker               | Giọng nói khách mời                                                                 |

### Truyền hình
| Năm  | Tiêu đề                                 | Vai diễn                       | Ghi chú                                     |
| ---- | --------------------------------------- | ------------------------------ | ------------------------------------------- |
| 1993 | Family Passions                         | Skip McDeere                   | Unknown episodes                            |
| 1993 | E.N.G.                                  | Joey                           | Episode: "Honour or Wealth"                 |
| 1995 | Love and Betrayal: The Mia Farrow Story | Fletcher                       | Television film                             |
| 1995 | Harrison Bergeron                       | Eric                           | Television film                             |
| 1996 | No Greater Love                         | Teddy Winfield                 | Television film                             |
| 1996 | Forever Knight                          | Andre                          | Episode: "Fallen Idol"                      |
| 1997 | Goosebumps                              | Zane                           | Episode: "Night of the Living Dummy III"    |
| 1999 | Real Kids, Real Adventures              | Eli Goodner                    | Episode: "Paralyzed: The Eli Goodner Story" |
| 1999 | Are You Afraid of the Dark?             | Kirk                           | Episode: "The Tale of Bigfoot Ridge"        |
| 1999 | The Famous Jett Jackson                 | Steven                         | Episode: "Popularity"                       |
| 2000 | Trapped in a Purple Haze                | Orin Krieg                     | Television film                             |
| 2000 | Higher Ground                           | Scott Barringer                | 22 episodes                                 |
| 2022 | Obi-Wan Kenobi                          | Anakin Skywalker / Darth Vader | Upcoming Disney+ limited series             |
| TBA  | Ahsoka                                  | Anakin Skywalker / Darth Vader | Upcoming Disney+ limited series             |

## Giải thưởng và đề cử
| Year | Award                                             | Category                                                                      | Nominated work                               | Result    |
| ---- | ------------------------------------------------- | ----------------------------------------------------------------------------- | -------------------------------------------- | --------- |
| 2001 | Young Hollywood Award                             | One to Watch – Male                                                           | Life as a House                              | Đoạt giải |
| 2001 | National Board of Review of Motion Pictures       | Best Breakthrough Performance by an Actor                                     | Life as a House                              | Đoạt giải |
| 2001 | Golden Globe Awards                               | Best Supporting Actor – Motion Picture                                        | Life as a House                              | Đề cử     |
| 2001 | Screen Actors Guild Awards                        | Outstanding Performance by a Male Actor in a Supporting Role - Motion Picture | Life as a House                              | Đề cử     |
| 2001 | Dallas–Fort Worth Film Critics Association Awards | Best Supporting Actor                                                         | Life as a House                              | Đề cử     |
| 2001 | Online Film Critics Society Awards                | Best Breakthrough Performance                                                 | Life as a House                              | Đề cử     |
| 2001 | Chicago Film Critics Association Awards           | Most Promising Performer                                                      | Life as a House                              | Đề cử     |
| 2002 | Cannes Film Festival                              | Male Revelation                                                               | Star Wars: Episode II – Attack of the Clones | Đoạt giải |
| 2002 | Golden Raspberry Awards                           | Worst Supporting Actor                                                        | Star Wars: Episode II – Attack of the Clones | Đoạt giải |
| 2002 | Golden Raspberry Awards                           | Worst Screen Couple (shared with Natalie Portman)                             | Star Wars: Episode II – Attack of the Clones | Đề cử     |
| 2002 | Saturn Awards                                     | Best Performance by a Younger Actor                                           | Star Wars: Episode II – Attack of the Clones | Đề cử     |
| 2002 | Saturn Awards                                     | Cinescape Genre Face of the Future Award                                      | Star Wars: Episode II – Attack of the Clones | Đề cử     |
| 2002 | Teen Choice Awards                                | Choice Movie Actor: Action                                                    | Star Wars: Episode II – Attack of the Clones | Đề cử     |
| 2002 | Teen Choice Awards                                | Choice Movie: Chemistry (shared with Natalie Portman)                         | Star Wars: Episode II – Attack of the Clones | Đề cử     |
| 2002 | Teen Choice Awards                                | Choice Movie: Liplock (shared with Natalie Portman)                           | Star Wars: Episode II – Attack of the Clones | Đề cử     |
| 2002 | Teen Choice Awards                                | Choice Movie: Male Breakout Star                                              | Star Wars: Episode II – Attack of the Clones | Đề cử     |
| 2003 | Las Palmas Film Festival                          | Best Actor (shared with Peter Sarsgaard)                                      | Shattered Glass                              | Đoạt giải |
| 2003 | Satellite Awards                                  | Best Actor - Motion Picture Drama                                             | Shattered Glass                              | Đề cử     |
| 2005 | ShoWest                                           | Male Star of Tomorrow                                                         | Star Wars: Episode III – Revenge of the Sith | Đoạt giải |
| 2005 | MTV Movie Awards                                  | Best Villain                                                                  | Star Wars: Episode III – Revenge of the Sith | Đoạt giải |
| 2005 | Golden Raspberry Awards                           | Worst Supporting Actor                                                        | Star Wars: Episode III – Revenge of the Sith | Đoạt giải |
| 2005 | Saturn Awards                                     | Best Actor                                                                    | Star Wars: Episode III – Revenge of the Sith | Đề cử     |
| 2005 | MTV Movie Awards                                  | Best Fight (shared with Ewan McGregor)                                        | Star Wars: Episode III – Revenge of the Sith | Đề cử     |
| 2005 | Teen Choice Awards                                | Choice Movie Actor: Action                                                    | Star Wars: Episode III – Revenge of the Sith | Đề cử     |
| 2005 | Teen Choice Awards                                | Choice Movie: Villain                                                         | Star Wars: Episode III – Revenge of the Sith | Đề cử     |
| 2007 | Golden Raspberry Awards                           | Worst Screen Combo (shared with Jessica Alba)                                 | Awake                                        | Đề cử     |
| 2008 | MTV Movie Awards                                  | Best Fight (shared with Jamie Bell)                                           | Jumper                                       | Đề cử     |
| 2010 | Black Reel Awards                                 | Best Ensemble                                                                 | Takers                                       | Đề cử     |